# Rhododendron viscigemmatum
Rhododendron viscigemmatum är en ljungväxtart som beskrevs av Pui Cheung Tam. Rhododendron viscigemmatum ingår i släktet rododendron, och familjen ljungväxter. Inga underarter finns listade i Catalogue of Life.